# Ricardo de Rosas
Ricardo de Rosas, cuyo nombre real era Ricardo Russo (Buenos Aires, 23 de noviembre de 1968), fue un actor de teatro y cine que nació en Buenos Aires Argentina en 1900, país donde realizó su carrera profesional. Integró numerosos elencos teatrales. Era el hermano del primer actor argentino Enrique de Rosas, quien fuera el guionista de Galería de esperanzas (Chingolo)  (1934), el filme en el cual debutó en el cine. Luego siguió trabajando, siempre como actor de reparto, en otras películas dirigidas por Homero Cárpena, Julio Saraceni y otros directores.
Su último trabajo como actor fue en la película "Cuando Calienta el Sol" del año 1963, tras la cual se retiró de la actuación, falleciendo finalmente en 1976.

## Filmografía
Actor
- Cuando calienta el sol (1963)
- Allá donde el viento brama (inédita) (1963)
- El mago de las finanzas (1962)
- Interpol llamando a Río (1962)
- La maestra enamorada (1961)
- Más allá del olvido (1955) …Bernabé, cochero
- Los lobos del palmar (inédita) (1955)
- Soy del tiempo de Gardel (inédita) (1954)
- Tren internacional (1954)
- El cartero (1954)
- La muerte en las calles (1952)
- Sombras en la frontera (1951)
- Madre Alegría (1950)
- La culpa la tuvo el otro (1950)
- El seductor (1950)
- Yo no elegí mi vida (1949)
- Un hombre solo no vale nada (1949)
- Se llamaba Carlos Gardel (1949)
- Un pecado por mes (1949)
- Sendas cruzadas (1942)
- Tú eres la paz (1942)
- El hijo del barrio (1940)
- La carga de los valientes (1940)
- Cantando llegó el amor (1938)
- Loco lindo (1936)
- Internado (1935)
- Galería de esperanzas (Chingolo)  (1934)